# سیارک ۱۸۷۸۳
سیارک ۱۸۷۸۳ (به انگلیسی: 18783 Sychamberlin، نامگذاری:1999JL47) هجده هزار و هفتصد و هشتاد و سومین سیارک کشف شده‌است که در ۱۰ مه ۱۹۹۹ کشف شد.
قدر مطلق سیارک برابر ۱۳.۵ است.